# Caloxiphus cuicani
Caloxiphus cuicani — вид прямокрилих комах родини коників (Tettigoniidae).

## Поширення
Ендемік Мексики. Поширений у штаті Ідальго.

## Опис
Вид схожий на Caloxiphus championi Saussure & Pictet, 1898. Їх можна відрізнити лише за будовою геніталій та акустичними сигналами.